# Hypsibarbus myitkyinae
Hypsibarbus myitkyinae är en fiskart som först beskrevs av Prashad och Mukerji 1929.  Hypsibarbus myitkyinae ingår i släktet Hypsibarbus och familjen karpfiskar. IUCN kategoriserar arten globalt som livskraftig. Inga underarter finns listade i Catalogue of Life.